# 鼓浪嶼
座標: 北緯24度26分50秒 東経118度03分46秒 / 北緯24.44722度 東経118.06278度
鼓浪嶼（ころうしょ、閩南語白話字：Kó͘-lōng-sū、簡体字: 鼓浪屿＝北京語発音はグーランユー）は、中華人民共和国の福建省廈門市思明区にある島。現地で話される閩南語の発音に基づいてコロンス島とも呼ばれる。かつて万国共同租界が置かれており、他国の影響も受けつつ独自の建築文化（特に20世紀初頭のモダニズム様式とアールデコ様式を融合したアモイ・デコ様式）を発達させたことが評価され、2017年に世界遺産リストに登録された。中華人民共和国国家級風景名勝区（1988年認定）、中国の5A級観光地（2007年認定）。
廈門は、アヘン戦争後の1842年に結ばれた南京条約で開港した5港の一つであったが、島には領事館が置かれ、西洋人が多く住んでいた。現在も洋館や教会などが存在する。
植民地時代、島に中国で唯一のピアノ博物館があったため、島は「ピアノの島（鋼琴之郷）」と呼ばれていた。その歴史的背景から、島内の小中高では音楽の専門授業を行っている。また厦門市の事実上の市歌となっている「コロンス島の波（鼓浪嶼之波）」という曲がある。現在は観光の島として、多くの観光客で賑わっている。島内には旧日本領事館のほか、オランダ領事館・スペイン領事館（カトリック教会を併設）・イギリス領事館などが現存している 。
バイク及び自動車の走行は禁止されていて、許可を得た観光営業用電気自動車のみ走行可能となっている。

## 観光スポット
- 日光岩 - 島内最高峰。鄭成功がここに要塞を築いた。名前の由来となった日光岩寺がふもとにある。
- 菽荘花園 - 1913年に台湾の富豪・林爾嘉によって造園。渡月亭から見る海岸が有名。園内にピアノ博物館。
- 皓月園 - 鄭成功を記念するために建てられた公園。
- 風琴（オルガン）博物館 - 世界最大級のオルガン博物館で、1909年英国製のパイプオルガン等64台所蔵。別称八卦楼。
- 国際刻字芸術館 - 主に東アジアから収集した400点以上の刻字作品を展示。
- 旧日本領事館 - 日本は1874年に領事館を開設。1898年に移築。現在はアモイ大学関係者の寮として使用。
- 旧アメリカ領事館 - ペディメントと4本の支柱がホワイトハウスと酷似。
- 旧英国領事館 - 1844年建築。
- 博愛病院 - 1933年に日本が建設。元々は1918年に別の場所に開業していたが、診察数が増えたため移築。
- 天主堂 - 1917年建築。ゴシック建築様式。
- 八角楼 - 1915年建築。施工主の先祖は元々福建省で18世紀後半に渡台。日清戦争後にコロンス島に移住。
- 黄栄遠堂 - 1920年建築。家主はフィリピン貿易で富を築いた華僑。
- 海天堂構 - 1921年建築。中洋折衷の5つの建築群で中楼はコロンス島建築博物館。
- 鄭成功博物館
- 龍山洞 - 冷戦時代、防空壕として使用。
- 船屋老别墅家庭旅馆 - 1920年建築の別荘[6]。ホテルに使われている。

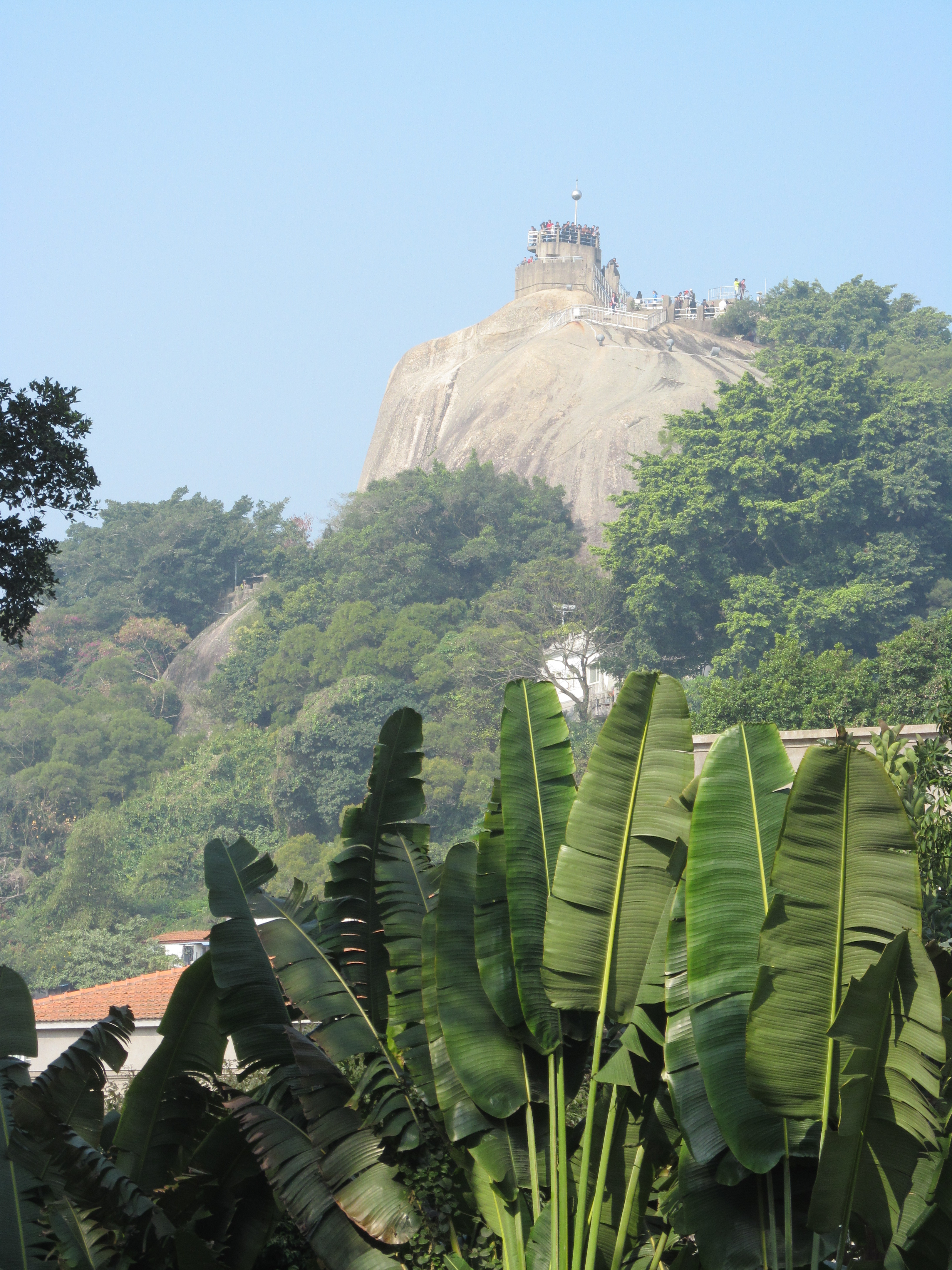
日光岩
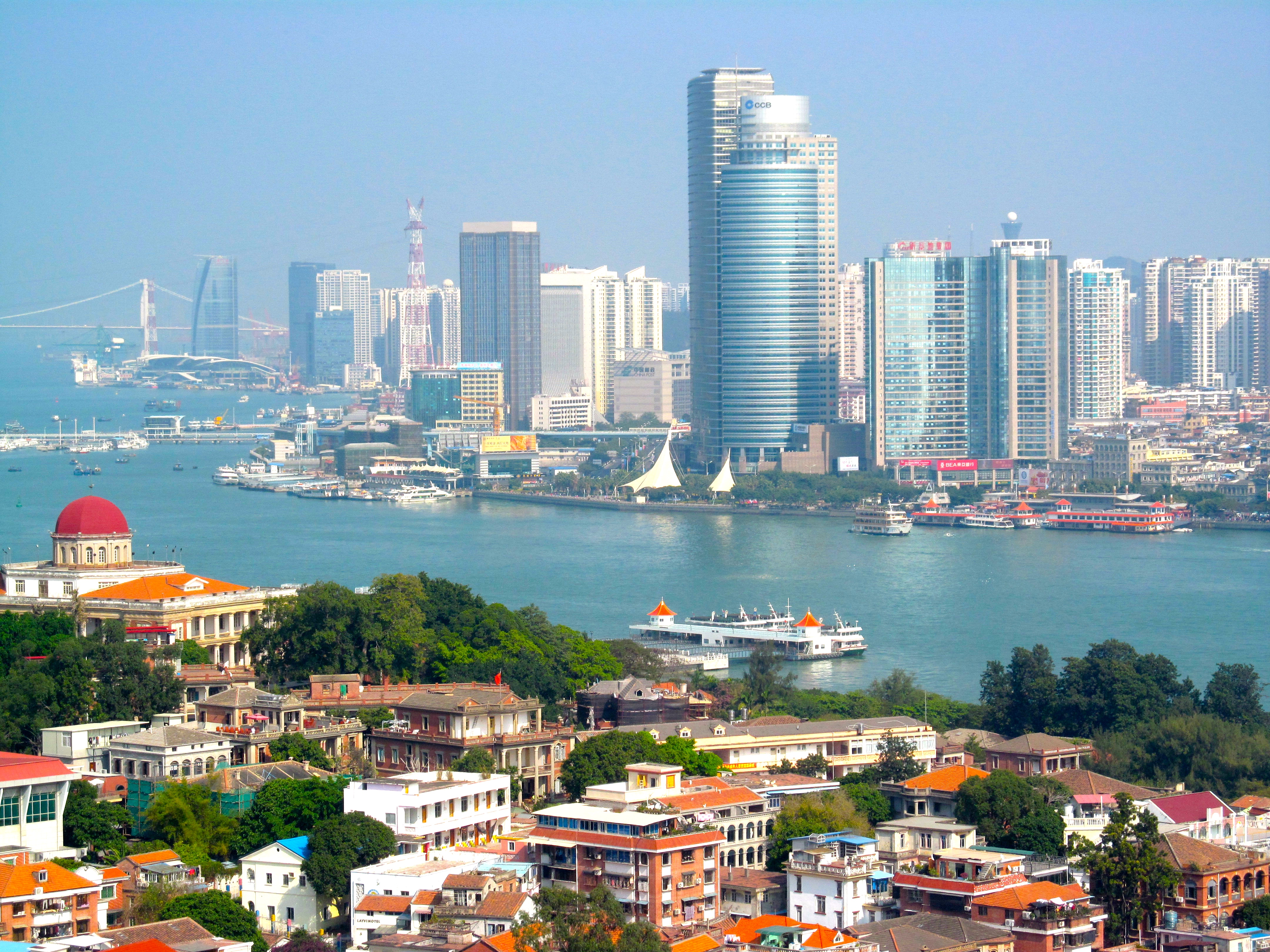
日光岩から望む廈門市内
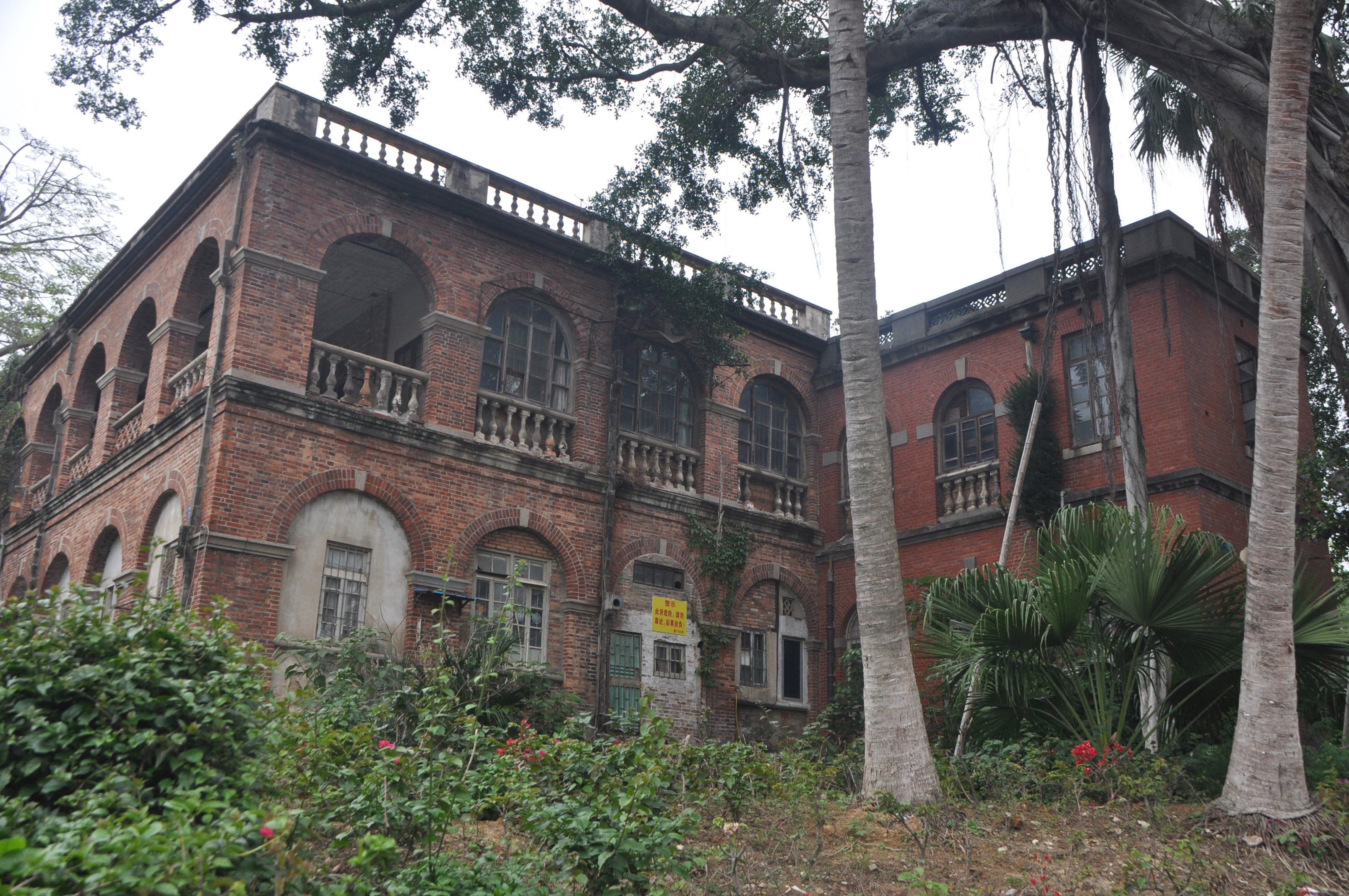
島内にある旧日本領事館
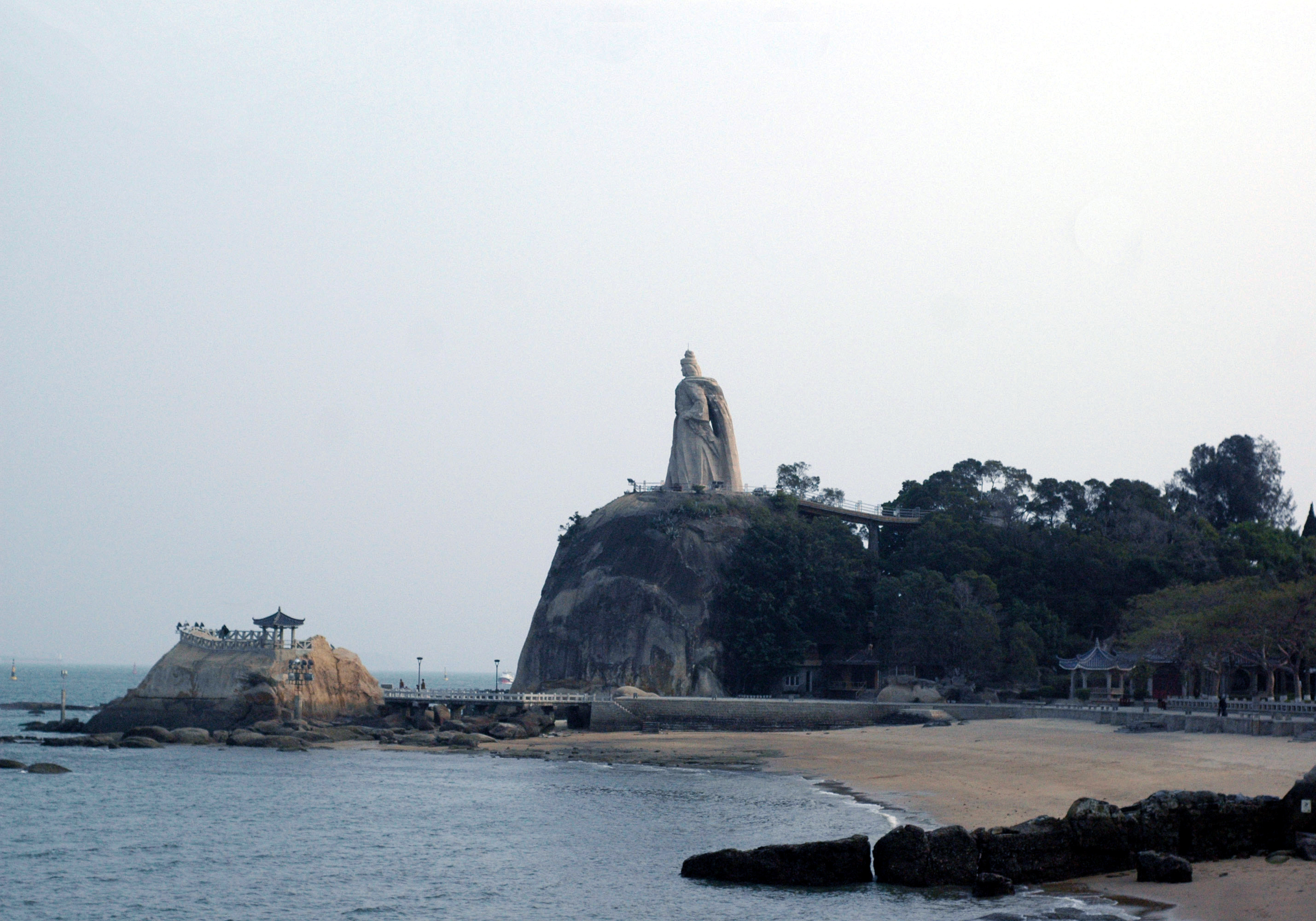
中国福建省厦門の岬・鼓浪嶼に建つ鄭成功の巨大像

## 世界遺産
2017年の第41回世界遺産委員会で登録された。

### 登録基準
この世界遺産は世界遺産登録基準のうち、以下の条件を満たし、登録された（以下の基準は世界遺産センター公表の登録基準からの翻訳、引用である）。
- (2) ある期間を通じてまたはある文化圏において、建築、技術、記念碑的芸術、都市計画、景観デザインの発展に関し、人類の価値の重要な交流を示すもの。
- (4) 人類の歴史上重要な時代を例証する建築様式、建築物群、技術の集積または景観の優れた例。

## アクセス
- 三丘田埠頭 - 輪渡埠頭間のフェリー航路

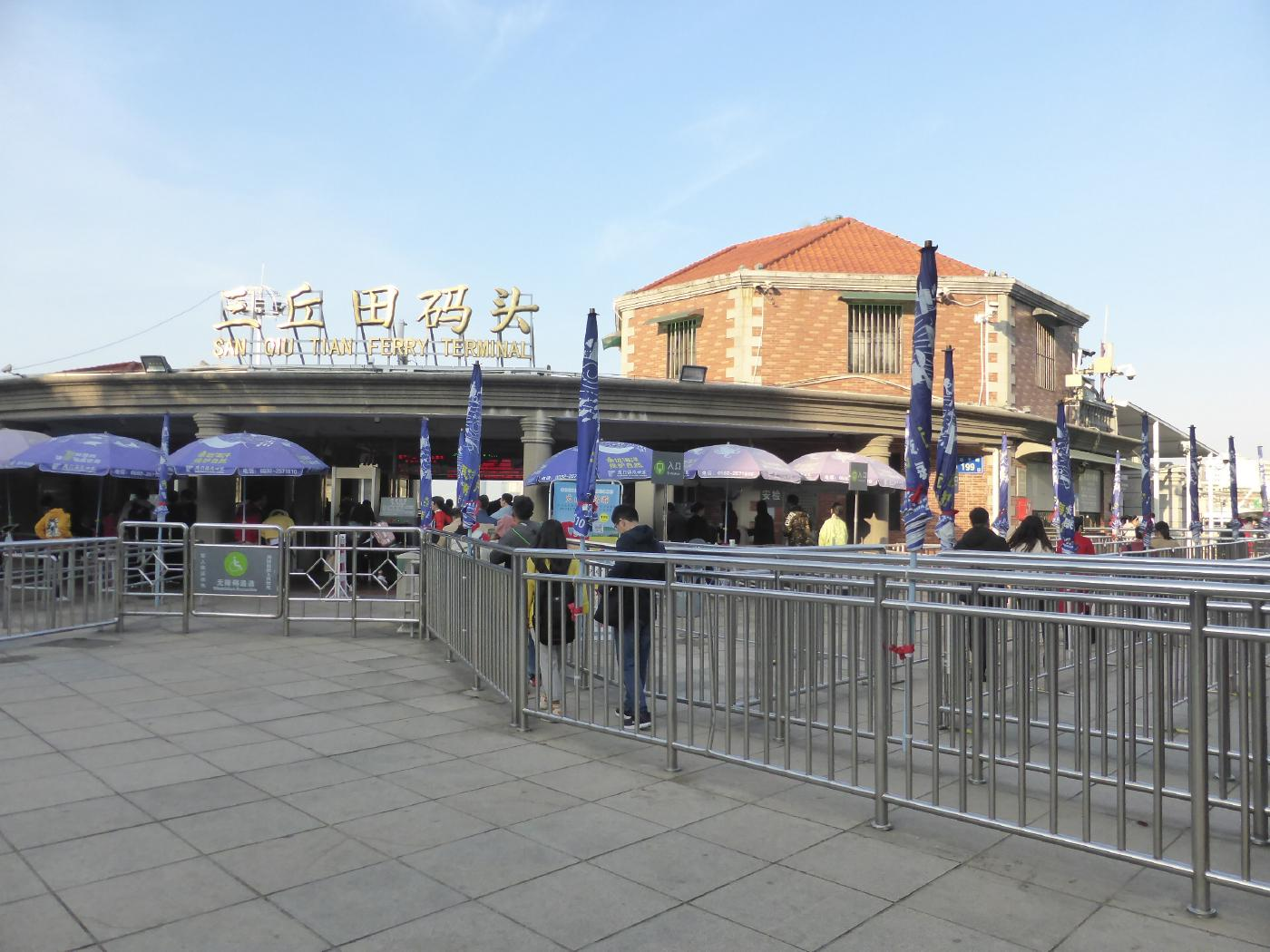
三丘田埠頭正門。15時以降は外国人も利用可
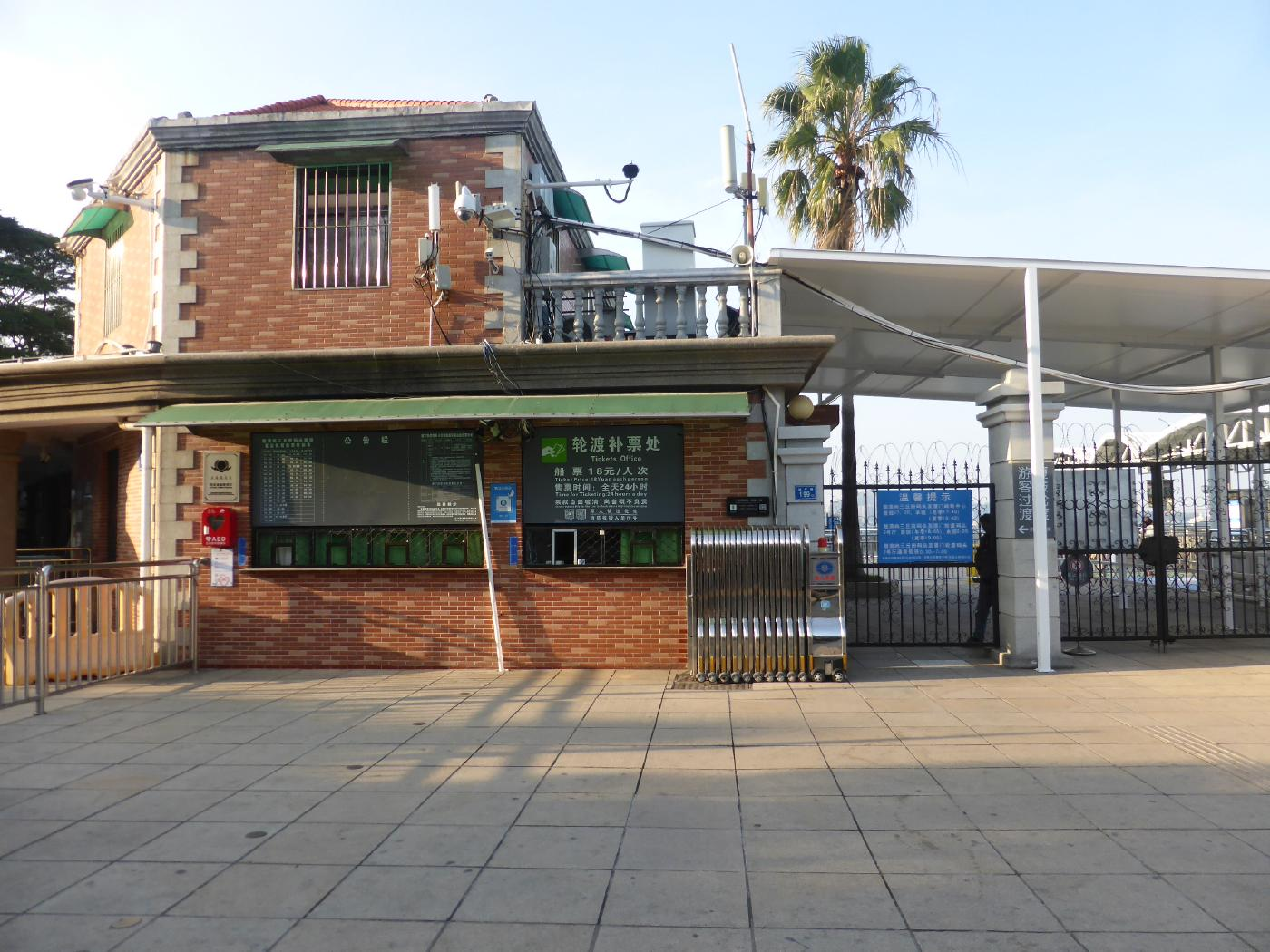
三丘田埠頭の24時間窓口。夜間は毎時出航
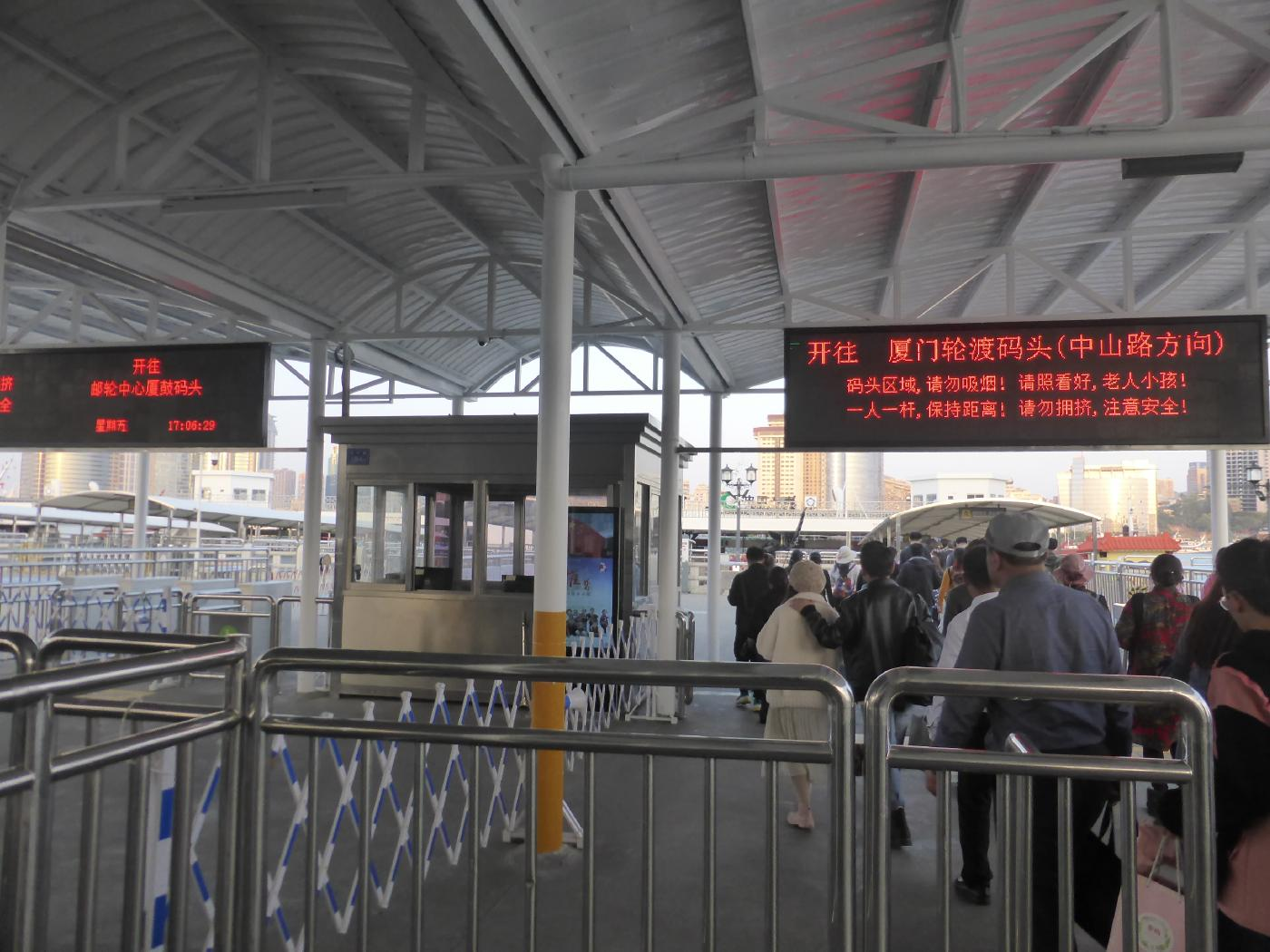
三丘田埠頭ボーディング
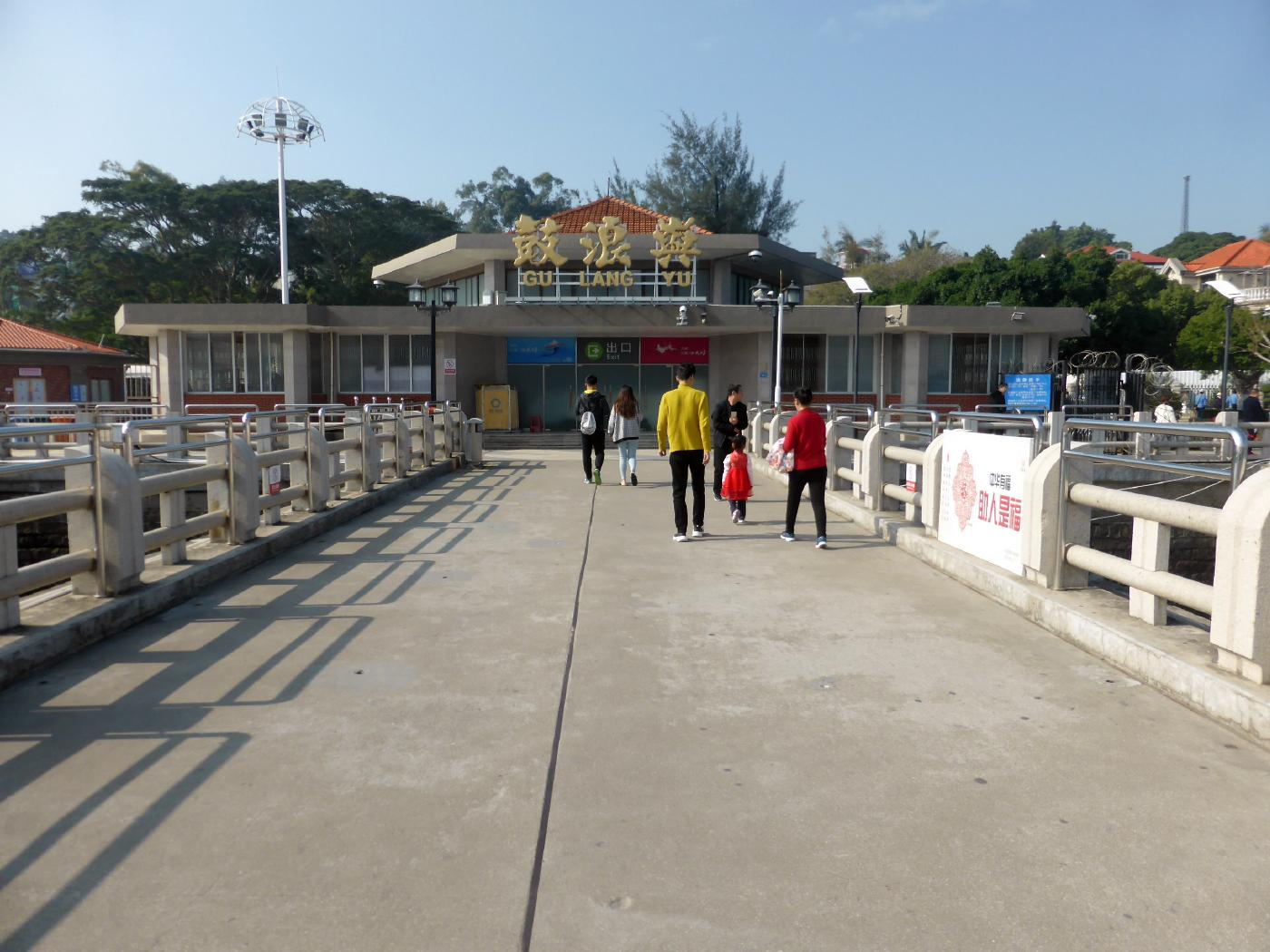
コロンス島周遊船の上陸も当該埠頭
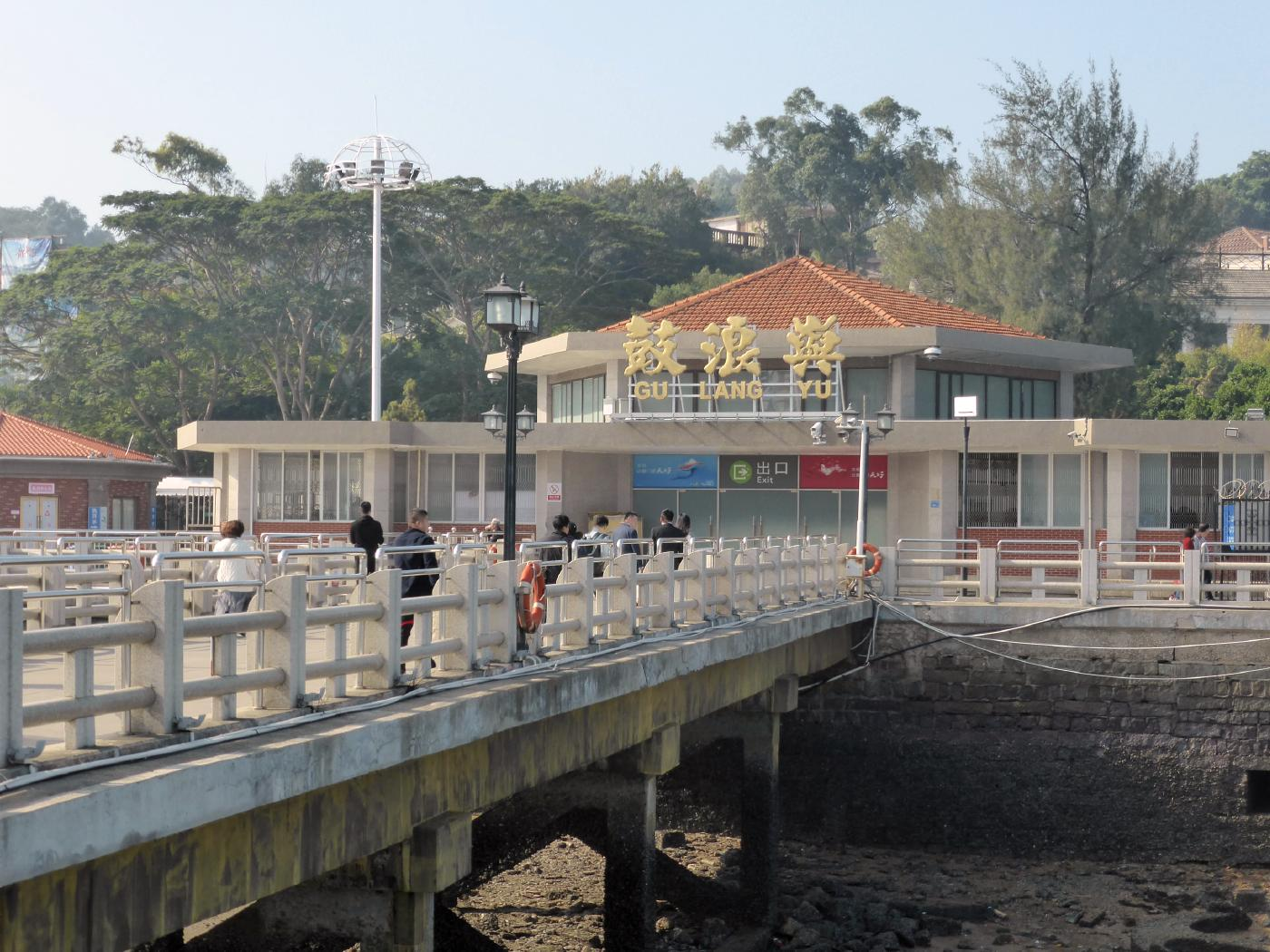
海上から望む三丘田埠頭

- 内暦澳埠頭 - 東渡埠頭（厦門国際郵輪中心）間のフェリー航路

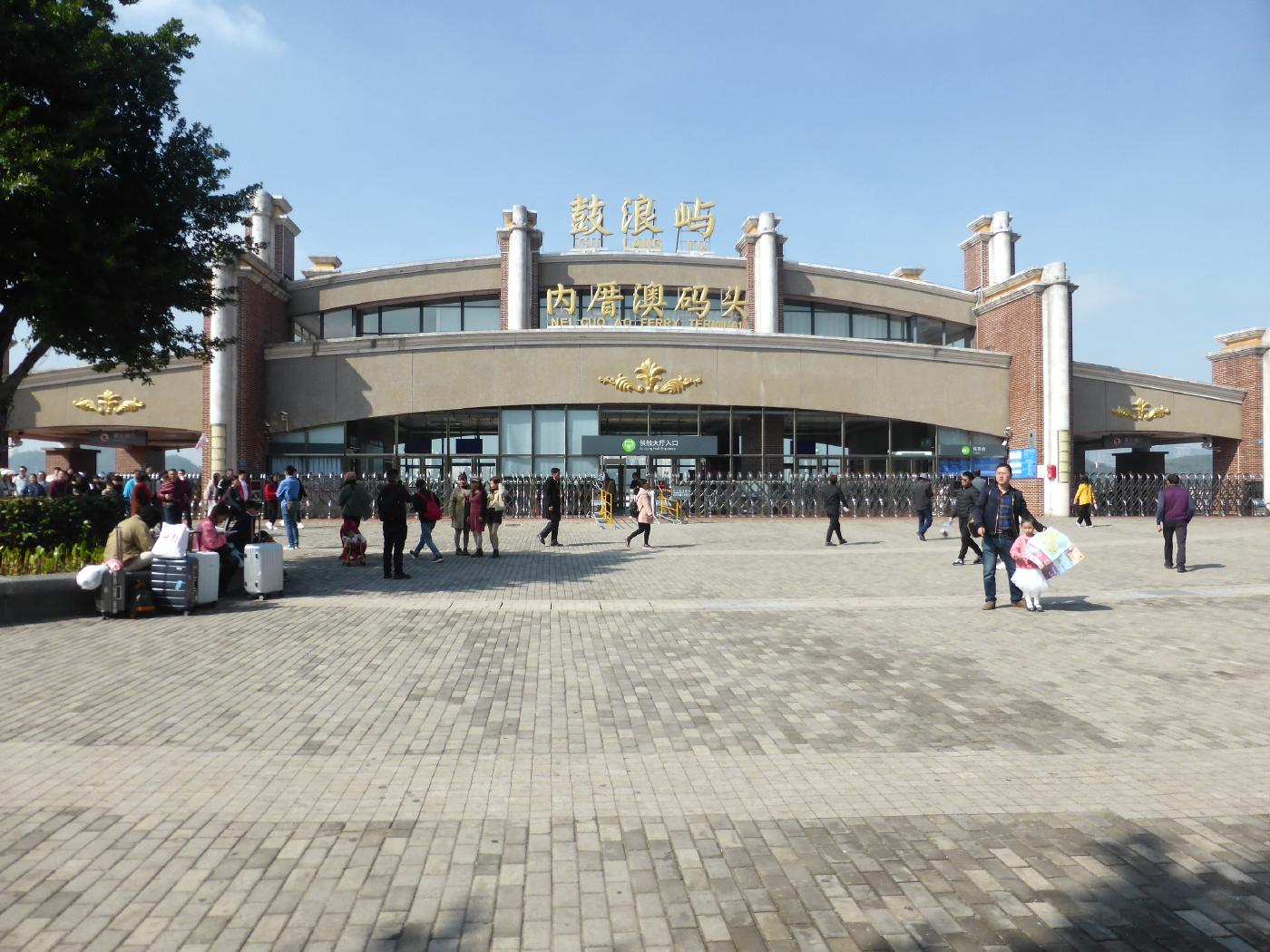
内暦澳埠頭正面
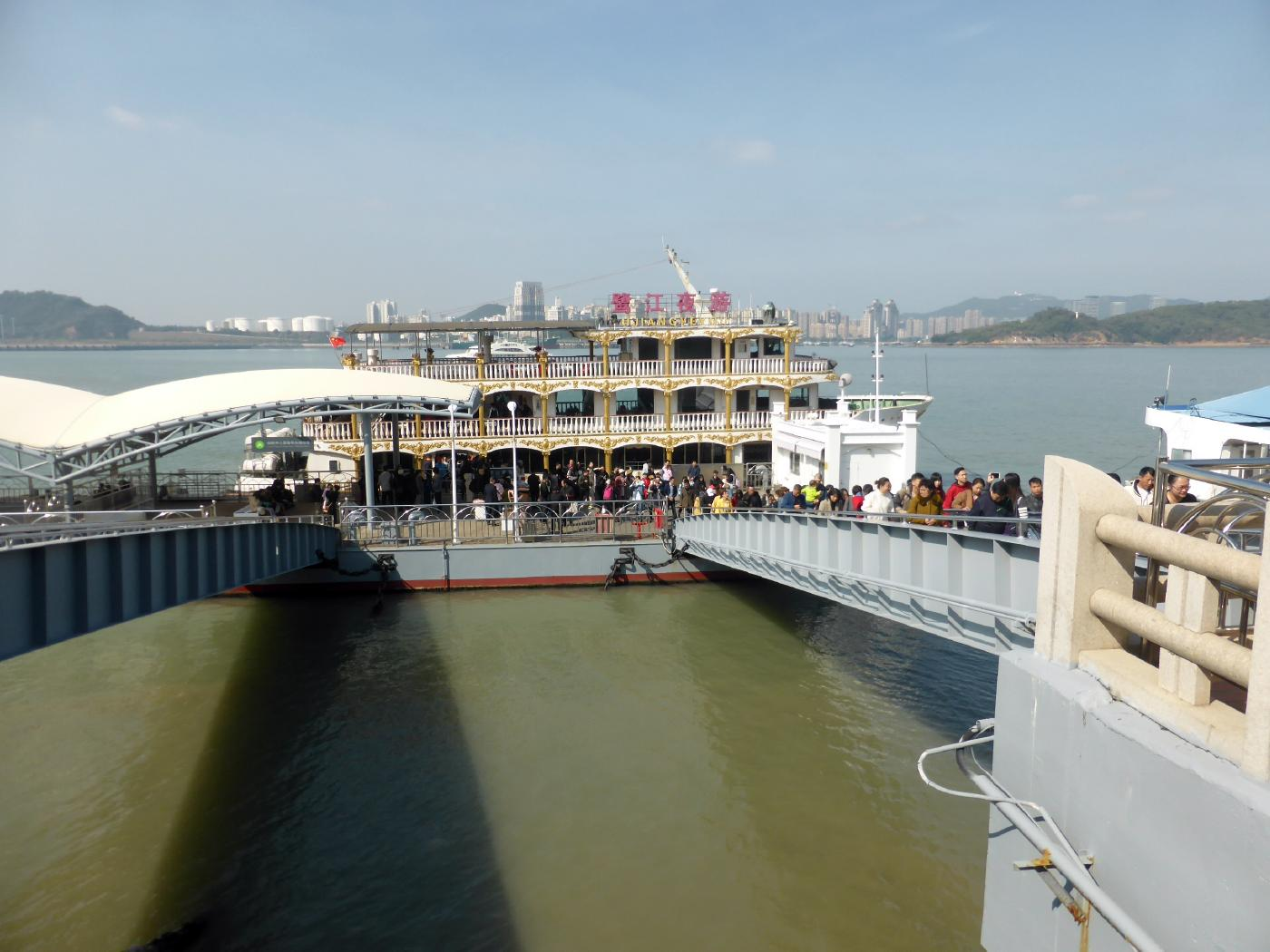
内暦澳埠頭から見た着岸したフェリー
内暦澳埠頭を船上から見る

- 鼓浪嶼埠頭 - 同島の中心地に最も近い埠頭で市民のみ利用可

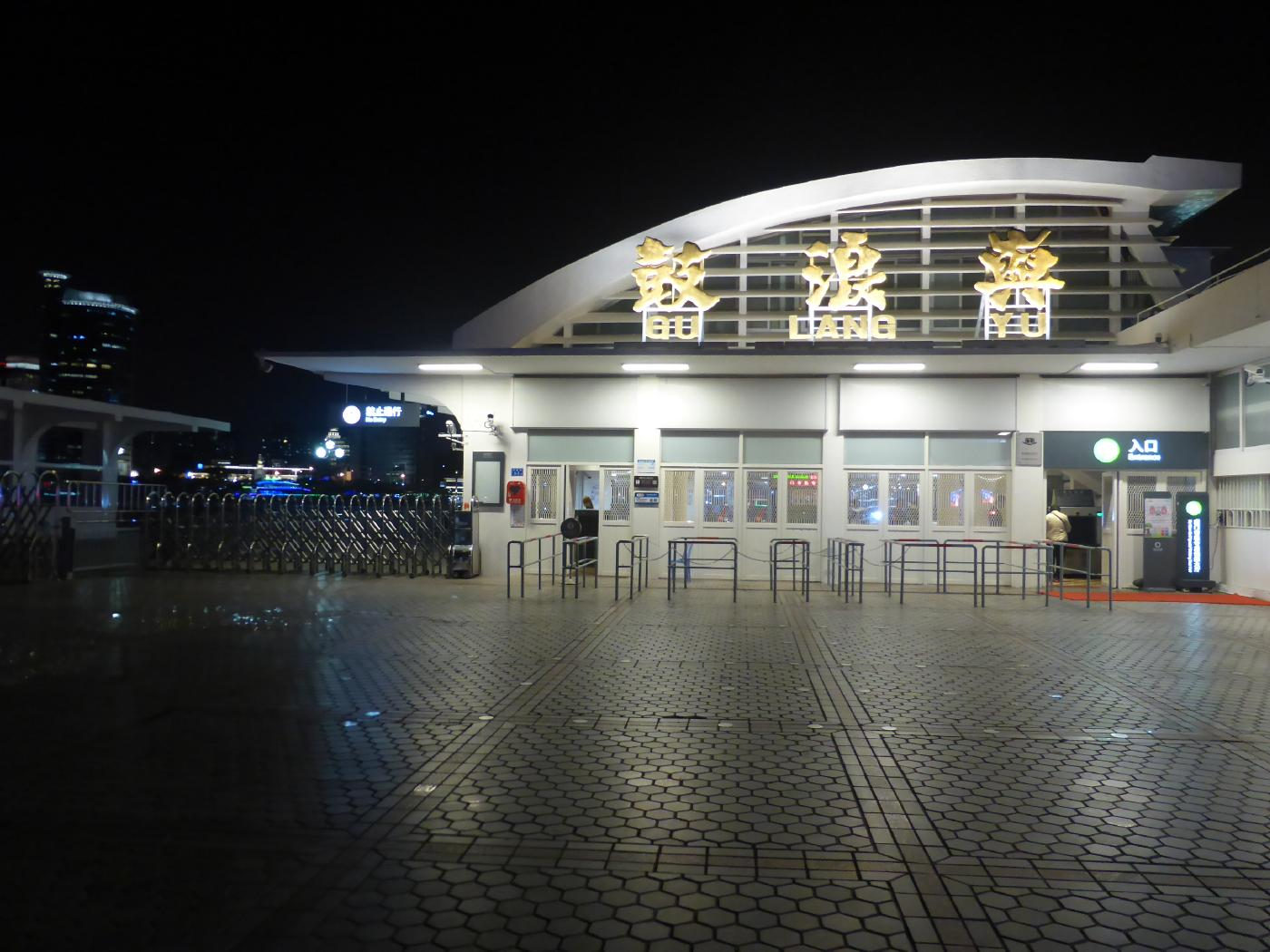
鼓浪嶼埠頭は市民のみ利用可
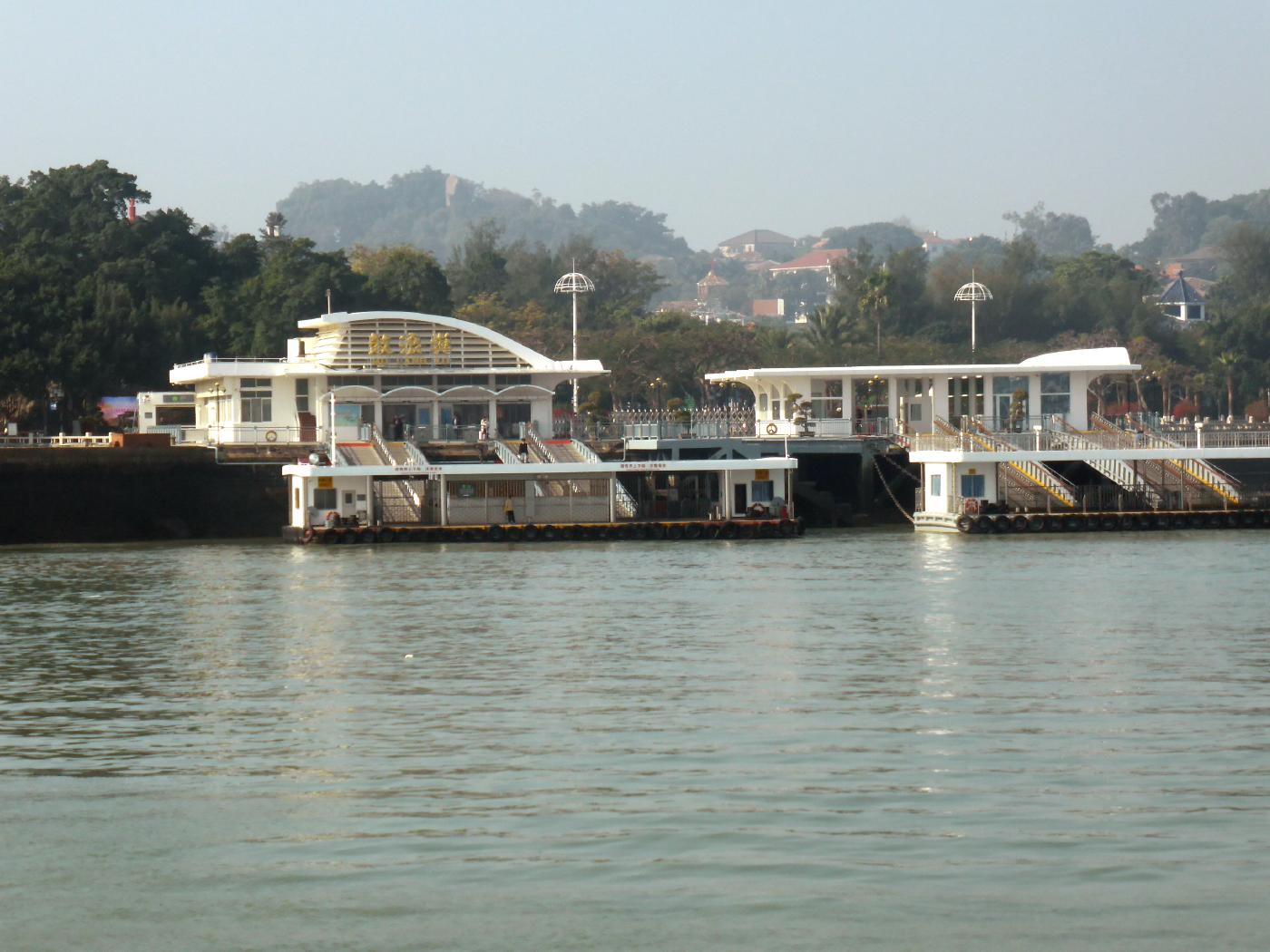
海上から望む鼓浪嶼埠頭

## 有名人
- 連岳 - 在住者
- ン・マンタ(呉孟達）-出身者